# Тимошенко, Семён Алексеевич
Семён Алексе́евич Тимоше́нко (6[18] января 1899, Санкт-Петербург — 13 ноября 1958, там же) — советский кинорежиссёр, сценарист, актёр, теоретик кинематографа.

## Биография
Родился 6 января (по новому стилю 18 января) 1899 года в Петербурге. В 1918—1920 годах учился на общем отделении Института гражданских инженеров (ИГИ). В 1918 году посещал мастерскую Всеволода Мейерхольда. В 1920 году окончил режиссёрские курсы при театральном отделе Наркомпроса в Петрограде. 
В 1919—1924 годах служил актёром в театре БДТ, затем — актёром и режиссёром театра «Вольной комедии». Принимал участие во всех 166 спектаклях сезона. Также получил широкую известность, выступая в качестве конферансье в ночном кабаре «Балаганчик», организованном при театре, для которого также написал множество пьес и миниатюр. Участвовал в постановке массовых народных зрелищ, вёл драматические кружки. 
С 1925 года — режиссёр киностудии «Севзапкино» (ныне «Ленфильм»). 
Первые десять лет снимал социальные драмы, посвящённые Октябрьской революции и Гражданской войне. С 1935 стал известен как постановщик популярных кинокомедий, сценарии к которым зачастую писал самостоятельно. В 1937 году написал сценарий фильма «Небо Испании», состоявшего из киноновелл, объединённых общей темой. По мнению критика С. Гуревича, он стал прообразом «Боевых киносборников», выходивших во время Великой Отечественной войны. Кроме того, в начале 1940-х годов поставил три фильма-киноконцерта, положивших начало этому жанру в советском кино.  
В 1942 году во время блокады Ленинграда вместе с другими кинематографистами был эвакуирован в Алма-Ату, где его, исхудавшего, заметил Сергей Эйзенштейн и предложил сняться в картине «Иван Грозный». Характерная роль ливонского посла стала единственной известной ролью Тимошенко в кино. 
Самый популярный фильм Семёна Алексеевича — кинокомедия «Небесный тихоход» (вышла на экраны в 1946 году), съёмки которой велись во время Великой Отечественной войны. В год выхода картину посмотрели 21 миллион зрителей, а в 2012 году она была восстановлена и колоризирована по заказу «Первого канала». 
Многие годы мечтал снять фильм о великом русском авиаторе Сергее Уточкине, но замысел так и не был осуществлён при жизни. Лишь в 1962 году на Киностудии имени А. Довженко был снят биографический фильм «В мёртвой петле», в основу которого лёг сценарий Тимошенко. Главную роль исполнил актёр Олег Стриженов. 
Автор книг «Искусство кино и монтаж фильма» (Л., 1926), «Что должен знать кинорежиссёр» (М.; Л., 1929). 
Умер 13 ноября 1958 года. Похоронен в Санкт-Петербурге на Серафимовском кладбище. Был женат на актрисе Людмиле Сергеевне Глазовой. Сын Вячеслав в 12 лет утонул.

## Фильмография

### Режиссёр
- 1925 — Наполеон-газ
- 1925 — Радиодетектив
- 1927 — Ордер на жизнь
- 1927 — Турбина № 3
- 1928 — Два броневика
- 1929 — Мятеж
- 1930 — Заговор мёртвых
- 1931 — Снайпер
- 1933 — Жить
- 1935 — Три товарища
- 1936 — Вратарь
- 1940 — Концерт на экране
- 1941 — Киноконцерт 1941 года
- 1943 — Под звуки домбр
- 1945 — Небесный тихоход
- 1950 — Сады и парки Ленинграда (документальный)
- 1952 — Кемери (документальный)
- 1953 — Лес
- 1954 — Запасной игрок

### Сценарист
- 1925 — Наполеон-Газ
- 1925 — Радиодетектив
- 1926 — Радио-приёмник
- 1927 — Ленсовет
- 1928 — Два броневика
- 1929 — Мятеж
- 1930 — Заговор мёртвых
- 1931 — Снайпер
- 1933 — Жить
- 1940 — Концерт на экране
- 1941 — Киноконцерт 1941 года
- 1943 — Под звуки домбр
- 1945 — Небесный тихоход
- 1952 — Кемери
- 1954 — Запасной игрок
- 1962 — В мёртвой петле

### Актёрские работы
- 1929 — «Флаг наций»
- 1945 — Иван Грозный (1-я серия)